# Roduchelstorf
Roduchelstorf ist eine Gemeinde im Westen des Landkreises Nordwestmecklenburg in Mecklenburg-Vorpommern (Deutschland). Die Gemeinde wird vom Amt Schönberger Land mit Sitz in der Stadt Schönberg verwaltet.

## Geografie
Die Gemeinde Roduchelstorf liegt ca. 15 Kilometer östlich von Lübeck. Das hügelige Gebiet um die Gemeinde, das Höhen bis zu 55 m ü. NN erreicht, wird von den Flüssen Maurine und Radegast begrenzt. 
Umgeben wird Roduchelstorf von den Nachbargemeinden Menzendorf im Norden, Grieben im Nordosten, Rehna im Süden, Siemz-Niendorf im Südwesten sowie Schönberg im Nordwesten.
Zu Roduchelstorf gehört der Ortsteil Cordshagen.

## Geschichte
Im Jahr 1237 tauchte der Ortsname erstmals in einer Urkunde auf. Die ehemalige Grenze zwischen Mecklenburg-Schwerin und Mecklenburg-Strelitz verlief bis 1933 durch das heutige Gemeindegebiet.
Am 1. Juli 1950 wurden die bis dahin eigenständigen Gemeinden Cordshagen, Rabensdorf und Rabensdorf, Hof (auch Hof Rabensdorf) eingegliedert.
Beim Bau der Bundesautobahn 20 nahe Roduchelstorf fand man 1800 Jahre alte Siedlungsreste und ein slawisches Grab.

## Politik

### Gemeindevertretung und Bürgermeister
Der Gemeinderat besteht (inkl. Bürgermeisterin) aus 6 Mitgliedern. Die Wahl zum Gemeinderat am 26. Mai 2019 hatte folgende Ergebnisse:
| Partei/Bewerber                               | Prozent | Sitze |
| --------------------------------------------- | ------- | ----- |
| Wählergemeinschaft Roduchelsdorf & Cordshagen | 85,05   | 5     |
| Einzelbewerber Bumann                         | 14,95   | 1     |

Bürgermeisterin der Gemeinde ist Petra Kassow, sie wurde mit 85,93 % der Stimmen gewählt.

### Hoheitszeichen
Die Gemeinde verfügt über kein amtlich genehmigtes Hoheitszeichen, weder Wappen noch Flagge. Als Dienstsiegel wird das kleine Landessiegel mit dem Wappenbild des Landesteils Mecklenburg geführt. Es zeigt einen hersehenden Stierkopf mit abgerissenem Halsfell und Krone und der Umschrift „GEMEINDE RODUCHELSTORF • LANDKREIS NORDWESTMECKLENBURG“.

## Sehenswürdigkeiten
- Das älteste, von 1616 stammende Kossätenhaus Mecklenburgs, das – originalgetreu restauriert – als Rauchhaus nach wie vor bewohnt ist.

## Wirtschaft und Infrastruktur
Neben kleinen Dienstleistungsbetrieben spielt in der Umgebung des Ortes die Landwirtschaft eine wichtige Rolle.

### Verkehrsanbindung
Die A 20 (Lübeck – Wismar) führt unmittelbar nördlich an Roduchelstorf vorbei, westlich des Ortsausganges befindet sich die Anschlussstelle (Schönberg). Durch die Gemeinde führt die B 104 (Lübeck – Schwerin). Der nächste Bahnhof befindet sich im wenige Kilometer nördlich liegenden Schönberg (Bahnstrecke Lübeck–Bad Kleinen).

## Persönlichkeiten
- Luise Kassow-Lange, geb. Kassow (* 1878 in Cordshagen, heute Ortsteil von Roduchelstorf; † 1968), deutsche Malerin

## Belege
1. ↑  Statistisches Amt M-V – Bevölkerungsstand der Kreise, Ämter und Gemeinden 2023 (XLS-Datei) (Amtliche Einwohnerzahlen in Fortschreibung des Zensus 2011) (Hilfe dazu).
2. ↑  Zweckverband Kommunale Datenverarbeitung Oldenburg(ZKO)
3. ↑  Zweckverband Kommunale Datenverarbeitung Oldenburg(ZKO)
4. ↑  Hauptsatzung § 1 Abs.2